# Expédition de la Powder River
Guerres indiennes
Batailles
Massacre de la Powder River
Bataille de la Tongue River
L'expédition de la Powder River est une expédition militaire de la United States Army contre les Sioux, Cheyennes et Arapahos dans les Territoires du Montana et du Dakota. Bien que les soldats ont détruit un village arapaho et établi Fort Connor pour protéger les voyageurs sur la piste Bozeman, l'expédition est considérée comme un échec car elle n'a pas réussi à vaincre les Amérindiens et assurer la paix dans la région.